# Pilophorus crassipes
Pilophorus crassipes är en insektsart som beskrevs av Heidemann 1892. Pilophorus crassipes ingår i släktet Pilophorus och familjen ängsskinnbaggar. Inga underarter finns listade i Catalogue of Life.